# Chick Tracts
Chick Tracts são uma coleção de curtos quadrinhos americanos de Jack T. Chick, às vezes assistidos por Fred Carter, publicado por Chick Publications e lançado na década de 1970.